# Kazumichi Takagi
Kazumichi Takagi (高木 和道, Takagi Kazumichi) est un footballeur japonais né le 21 novembre 1980 à Yasu dans la préfecture de Shiga au Japon.